# Sant Salvador de Godall
Sant Salvador de Godall és una església de Godall (Montsià) protegida com a bé cultural d'interès local.

## Descripció
És un edifici d'una sola nau amb capelles laterals entre contraforts i absis poligonal de la mateixa amplada que la nau. A banda i banda de la capçalera hi ha dues estances irregulars utilitzades com a sagristia i magatzem, que antigament devien comunicar per un petit passadís situat rere el mur frontal de l'altar, actualment eliminat en construir una absidiola a la part baixa. L'accés és lateral i la porta és precedida per un porxo que ocupa l'espai entre contraforts. L'alçat és força regular, interromput únicament per les capelles amb obertures d'arc de mig punt i per petites obertures atrompetades a la part superior dels murs. Al tram dels peus hi ha el cor. La coberta, delimitada per un arc de mig punt, és de creueria a la nau i a les capelles. A les claus de volta hi ha relleus vegetals força senzills. L'exterior és senzill, amb l'estructura típica de capelles entre contraforts. A la façana principal, sobre les capelles, es van construir dos nivells de golfes.

## Història
Al voltant de l'any 1405, es té constància que el rector de l'església de Godall havia encarregat la manufactura d'un retaule per l'església.
Sobre la porta d'accés hi ha un petit voladís amb les dates de 1954 i 1609. La primera es refereix a la darrera intervenció realitzada a l'edifici, la segona es refereix, possiblement, a una data de construcció, potser la d'acabament. La grafia del 1609 sembla antiga.
Amb la restauració es van arrebossar els sectors de mur que no eren de pedra, fent línies d'escaire per simular carreus.